# Svarttjärnen (Vilhelmina socken, Lappland, 719703-154688)
Svarttjärnen är en sjö i Vilhelmina kommun i Lappland och ingår i Ångermanälvens huvudavrinningsområde. Sjön har en area på 0,0629 kvadratkilometer och ligger 426,1 meter över havet.

## Delavrinningsområde
Svarttjärnen ingår i det delavrinningsområde (719990-154584) som SMHI kallar för Vid mätstation Gråtanbäcken. Medelhöjden är 487 meter över havet och ytan är 14,1 kvadratkilometer. Räknas de 9 avrinningsområdena uppströms in blir den ackumulerade arean 114,23 kvadratkilometer. Gråtanån som avvattnar avrinningsområdet har biflödesordning 3, vilket innebär att vattnet flödar genom totalt 3 vattendrag innan det når havet efter 333 kilometer. Avrinningsområdet består mestadels av skog (84 procent). Avrinningsområdet har 0,06 kvadratkilometer vattenytor vilket ger det en sjöprocent på 0,4 procent.